# Episodi di Petticoat Junction (settima stagione)
La settima stagione della serie televisiva Petticoat Junction è andata in onda negli Stati Uniti dal 27 settembre 1969 al 4 aprile 1970 sulla CBS.
| nº | Titolo originale                      | Prima TV USA      |
| -- | ------------------------------------- | ----------------- |
| 1  | Make Room for Baby                    | 27 settembre 1969 |
| 2  | The Game Warden                       | 4 ottobre 1969    |
| 3  | The Other Woman                       | 11 ottobre 1969   |
| 4  | One of Our Chickens is Missing        | 18 ottobre 1969   |
| 5  | The Three Queens                      | 25 ottobre 1969   |
| 6  | The Glen Tinker Caper                 | 1º novembre 1969  |
| 7  | The Tenant                            | 8 novembre 1969   |
| 8  | Sorry Doctor, I Ain't Taking No Shots | 15 novembre 1969  |
| 9  | A Most Momentous Occasion             | 22 novembre 1969  |
| 10 | The Camping Trip                      | 29 novembre 1969  |
| 11 | Kathy Jo's First Birthday (1)         | 6 dicembre 1969   |
| 12 | Goodbye, Mr. Chimp (2)                | 13 dicembre 1969  |
| 13 | The Golden Spike Ceremony             | 20 dicembre 1969  |
| 14 | But I've Never Been in Erie, PA       | 27 dicembre 1969  |
| 15 | How to Arrange a Marriage             | 3 gennaio 1970    |
| 16 | Selma Plout's Plot                    | 10 gennaio 1970   |
| 17 | With This Ring...                     | 17 gennaio 1970   |
| 18 | The Valley's New Owner                | 24 gennaio 1970   |
| 19 | Steve's Uncle George                  | 31 gennaio 1970   |
| 20 | Susan B. Anthony, I Love You          | 7 febbraio 1970   |
| 21 | Spare That Cottage                    | 14 febbraio 1970  |
| 22 | Whiplash, Whiplash                    | 28 febbraio 1970  |
| 23 | Last Train to Pixley                  | 7 marzo 1970      |
| 24 | Love Rears Its Ugly Head              | 21 marzo 1970     |
| 25 | No, No, You Can't Take Her Away       | 28 marzo 1970     |
| 26 | Betty Jo's Business                   | 4 aprile 1970     |

## Make Room for Baby
- Prima televisiva: 27 settembre 1969

### Trama
- Guest star: J. Pat O'Malley (Hobo)

## The Game Warden
- Prima televisiva: 4 ottobre 1969

### Trama
- Guest star: Charles Seel (giudice Clayton), Jonathan Daly (Orrin Pike)

## The Other Woman
- Prima televisiva: 11 ottobre 1969

### Trama
- Guest star: Bill McLean (Mr. Birdwell), Herbie Faye (Oliver), Alice Nunn (Mrs. Birdwell), Pat Buttram (Mr. Eustace Haney), Marvin Kaplan (Stanley)

## One of Our Chickens is Missing
- Prima televisiva: 18 ottobre 1969

### Trama
- Guest star: Jack Bannon (Buck), Jonathan Daly (Orrin Pike), Harry Dean Stanton (Ringo), Harry Stanton (sceriffo)

## The Three Queens
- Prima televisiva: 25 ottobre 1969

### Trama
- Guest star: Virginia Sale (Myra King), Harold Peary (Jack King), Jonathan Daly (Orrin Pike)

## The Glen Tinker Caper
- Prima televisiva: 1º novembre 1969

### Trama
- Guest star: Parley Baer (giudice Madison), Glen Ash (Glen Tinker), Sharann Hisamoto (Tami)

## The Tenant
- Prima televisiva: 8 novembre 1969

### Trama
- Guest star: Frank Aletter (Arthur Lewis), Leslie Parrish (Jackie)

## Sorry Doctor, I Ain't Taking No Shots
- Prima televisiva: 15 novembre 1969

### Trama
- Guest star: Kay E. Kuter (Newt Kiley), Jay Ripley (Claude Tweedy), Jonathan Daly (Orrin Pike), Peter Whitney (Jasper Tweedy)

## A Most Momentous Occasion
- Prima televisiva: 22 novembre 1969

### Trama
- Guest star: Pat Buttram (Mr. Eustace Haney)

## The Camping Trip
- Prima televisiva: 29 novembre 1969

### Trama
- Guest star: Jonathan Daly (Orrin Pike)

## Kathy Jo's First Birthday
- Prima televisiva: 6 dicembre 1969

### Trama
- Guest star: Buck Buchanan (Vendor), Bill McLean (Elbert Quimby), Herbie Faye (Jack Stewart), Natalie Core (Woman with baby), John Cliff (sceriffo Daly), Karl Lukas (Charlie Hanks), Alice Nunn (Lady with Wallet)

## Goodbye, Mr. Chimp
- Prima televisiva: 13 dicembre 1969

### Trama
- Guest star: Herb Vigran (Al)

## The Golden Spike Ceremony
- Prima televisiva: 20 dicembre 1969

### Trama
- Guest star: Jonathan Hole (Hank Thackery), Bartlett Robinson (sindaco), Walter Baldwin (Grandpappy Miller), Harry Hickox (Mr. Buell), Frank Wilcox (Mr. Henderson), Jim Begg (Employee), Kay E. Kuter (Newt Kiley)

## But I've Never Been in Erie, PA
- Prima televisiva: 27 dicembre 1969

### Trama
- Guest star: Tim Graham (Bert The Barber), Jonathan Daly (Orrin Pike), Rudy Vallee (H.A. Smith), Rolfe Sedan (Madame Lavelle)

## How to Arrange a Marriage
- Prima televisiva: 3 gennaio 1970

### Trama
- Guest star: Greg Mullavy (Jerry Roberts), Jonathan Daly (Orrin Pike)

## Selma Plout's Plot
- Prima televisiva: 10 gennaio 1970

### Trama
- Guest star: Elvia Allman (Selma Plout), Lynette Winter (Henrietta Plout), Jack Sheldon (Ronnie Coleman)

## With This Ring...
- Prima televisiva: 17 gennaio 1970

### Trama
- Guest star: Jean Corbett (Lydia), Jonathan Daly (Orrin Pike), Elna Hubbell (Kathy Jo Elliott), Merlin Olsen (Merlin Fergus)

## The Valley's New Owner
- Prima televisiva: 24 gennaio 1970

### Trama
- Guest star: Jonathan Daly (Orrin Pike), William Mims (sindaco Potts)

## Steve's Uncle George
- Prima televisiva: 31 gennaio 1970

### Trama
- Guest star: Don Ameche (zio George), Rufe Davis (Floyd Smoot)

## Susan B. Anthony, I Love You
- Prima televisiva: 7 febbraio 1970

### Trama
- Guest star: Jean Corbett (cassiere), Paul Todd (Jerry), Jonathan Daly (Orrin Pike), Frank Ferguson (Bert the Barber), Walter Baldwin (Grandpappy Miller)

## Spare That Cottage
- Prima televisiva: 14 febbraio 1970

### Trama
- Guest star: Stu Wilson (Ben Miller), Robert Rockwell (Norbert Thompson), Elna Hubbell (Kathy Jo Elliott)

## Whiplash, Whiplash
- Prima televisiva: 28 febbraio 1970

### Trama
- Guest star: Elvia Allman (Selma Plout), Lynette Winter (Henrietta Plout), Elna Hubbell (Kathy Jo Elliott), Buddy Lester (Timothy T. Temkin)

## Last Train to Pixley
- Prima televisiva: 7 marzo 1970

### Trama
- Guest star: Bob Jellison (Ben Miller), Percy Helton (Mr. Benton), Sarah Selby (Mrs. Frisby), Elna Hubbell (Kathy Jo), June Lockhart Jr. (ragazza), Rufe Davis (Floyd Smoot), Parley Baer (Mr. Billingham)

## Love Rears Its Ugly Head
- Prima televisiva: 21 marzo 1970

### Trama
- Guest star: Roy Roberts (guardacaccia Hughes), Jonathan Daly (Orrin Pike)

## No, No, You Can't Take Her Away
- Prima televisiva: 28 marzo 1970

### Trama
- Guest star: Elna Hubbell (Kathy Jo), Keith Andes (dottor Peter Marlow)

## Betty Jo's Business
- Prima televisiva: 4 aprile 1970

### Trama
- Guest star: Jean Corbett (Woman on Phone), Ann Urcan (Woman on Phone), Laura Lamb (madre), Elna Hubbell (Kathy Jo), Nora Denney (Mrs. Graham), Peggy Russell (Mrs. Frisby), Dorothy Hack (madre), Nancy Marlow (Mrs. Hughes)